# 马淑洁
马淑洁（1942年—），山东蓬莱人，汉族，中华人民共和国政治人物、第十一届全国人民代表大会黑龙江地区代表。
毕业于黑龙江工学院机械设计与制造专业。担任黑龙江省科协主席，是中共党员。2008年起担任全国人大代表。